# Чниррах
Чнирра́х (рос. Чныррах) — селище у складі Ніколаєвського району Хабаровського краю, Росія. Входить до складу Красносельського сільського поселення.

## Населення
Населення — 334 особи (2010; 452 у 2002).
Національний склад (станом на 2002 рік):
- росіяни — 91 %